# 탁자 (사람)
탁자(卓子, 기원전 653년 ~ 기원전 651년)는 중국 춘추 시대 진나라의 임금이다. 《사기》에서는 도자(悼子)라 한다. 이극에게 암살됐다.

## 사적
헌공 23년(기원전 653년), 헌공의 애첩 여희의 아우에게서 태어났다.
진헌공 26년(기원전 651년) 9월, 헌공은 해제의 스승 순식에게 국정을 맡기고 해제에게 군위를 물려주고 죽었으나, 이극이 진 문공을 세우고자 10월에 해제를 암살했다. 순식은 죽으려 했으나, “공자 탁(탁자)을 세우는 것이 낫다”는 말을 듣고 탁자를 세우고 헌공의 장례를 마쳤다. 11월, 이극이 조정에서 탁자를 죽였다.